# Tayler Hill
Pour les articles homonymes, voir Hill.
Tayler Hill est une joueuse de basket-ball américaine, née le 23 octobre 1990 à Minneapolis (Minnesota).

## Biographie

### Carrière universitaire
All-Big Ten First Team en 2012 et 2013 et trois dans le meilleur cinq défensif de la conference Big Ten, l'arrière des Buckeyes y joue avec d'autres premiers choix de la draft WNBA : Jantel Lavender et Samantha Prahalis. En 2011-12, elle est la meilleure tireuse à trois points de la Big Ten et la troisième de la NCAA aux interceptions. Son cousin Devon George a joué en NBA. Elle est mariée avec David Lighty, un basketteur rencontré sur le campus d'Ohio State. Elle quitte les Buckeyes en tant que meilleure scoreuse de l'historie de l'université, tous sexes confondus avec 3 888 points inscrits

### WNBA
Elle est draftée en quatrième position par le Mystics de Washington. En juin face aux Sparks, elle inscrit 16 points (6 sur 7 aux tirs, dont 4 sur 5 à trois points).
Alors qu'elle envisageait la maternité à la trentaine, elle découvre sa grossesse après son année rookie, ce qui l'amène à abréger sa saison en Israël et à renoncer à sa seconde année de contrat. Alors qu'une franchise ne pouvait encore remplacer une joueuse enceinte du roster, son coach Mike Thibault se montre compréhensif. Conseillée par Candace Parker de retour deux mois après avoir donné naissance à sa fille, elle reprend la compétition seulement cinq semaines après son accouchement et peut disputer les dernières rencontres de la saison WNBA 2014. Pendant les mois suivants, elle suit son mari en France et ne dispute pas de compétition avant de retrouver la WNBA en 2015.
Elle revient en force avec des Mystics en course pour les play-offs avec une pointe 16 points en sortie de banc : « Je pense simplement qu’on joue bien ensemble. Quand on fait circuler la balle, c’est difficile de défendre sur nous (...) Notre objectif, c’est simplement de gagner le championnat. »
Elle aligne ses meilleures performances en carrière lors de la saison WNBA 2016 avec 15,4 points par rencontre, dont une pointe à 26.
En juillet 2018, elle est transférée aux Wings de Dallas contre l'ailière Aerial Powers. Les Mystics envoient également leur choix du second tour de la draft WNBA 2019 et un droit d'échange entre leurs choix du premier tour. Son nouvel entraîneur Fred Williams dit d'elle : « Elle a d'excellents fondamentaux , sait tirer à trois points, pénétrer et est plus largement une joueuse complète. Elle est d'un grand apport pour nous pour équilibrer notre scoring intérieur et extérieur ».

### Europe
Elle commence sa carrière européenne à la fin de 2013 au club israélien de A.S. Ramat-Hasharon .

## Vie privée
Elle est mariée avec le basketteur David Lighty.

## Clubs

### NCAA
- 2009-2013 : Buckeyes d'Ohio State

### WNBA
- 2013-2018 : Mystics de Washington
- 2018- : Wings de Dallas

### Europe
- 2013-2014 :  Israël A.S. Ramat-Hasharon [7]

## Palmarès
- All-Big Ten First Team (2012, 2013[2])